# آشور پسر سام
آشور یا یاسور پسر سام و نوه نوح و برادر عیلام و لود و آرام و ارفکشاد و زن مدای بود،مورخ یوسف فلاوی می نویسد که آشور در نینوا زندگی می کرد و رعایای خود را آشوریان نامید. آشور ۳ پسر نام های فارس و موکیل و میروس داشت.